# باساراب باندورو
باساراب باندورو (بالرومانية: Basarab Panduru)‏ (مواليد 11 يوليو 1970) هو لاعب كرة قدم. يلعب مع منتخب رومانيا لكرة القدم. سبق له أن لعب في كأس العالم لكرة القدم مع منتخب بلاده.

## روابط خارجية
- باساراب باندورو على موقع قاعدة بيانات كرة القدم.إي يو (الإنجليزية)
- باساراب باندورو على موقع ناشيونال فوتبول تيمز (الإنجليزية)
- باساراب باندورو على موقع Soccerway.com (الإنجليزية)
- باساراب باندورو على موقع عالم كرة القدم.نت (الإنجليزية)